# Hymenaster coriaceus
Hymenaster coriaceus är en sjöstjärneart som beskrevs av Jean Baptiste François René Koehler 1920. Hymenaster coriaceus ingår i släktet Hymenaster och familjen knubbsjöstjärnor. Inga underarter finns listade i Catalogue of Life.